# Tobias Buck-Gramcko

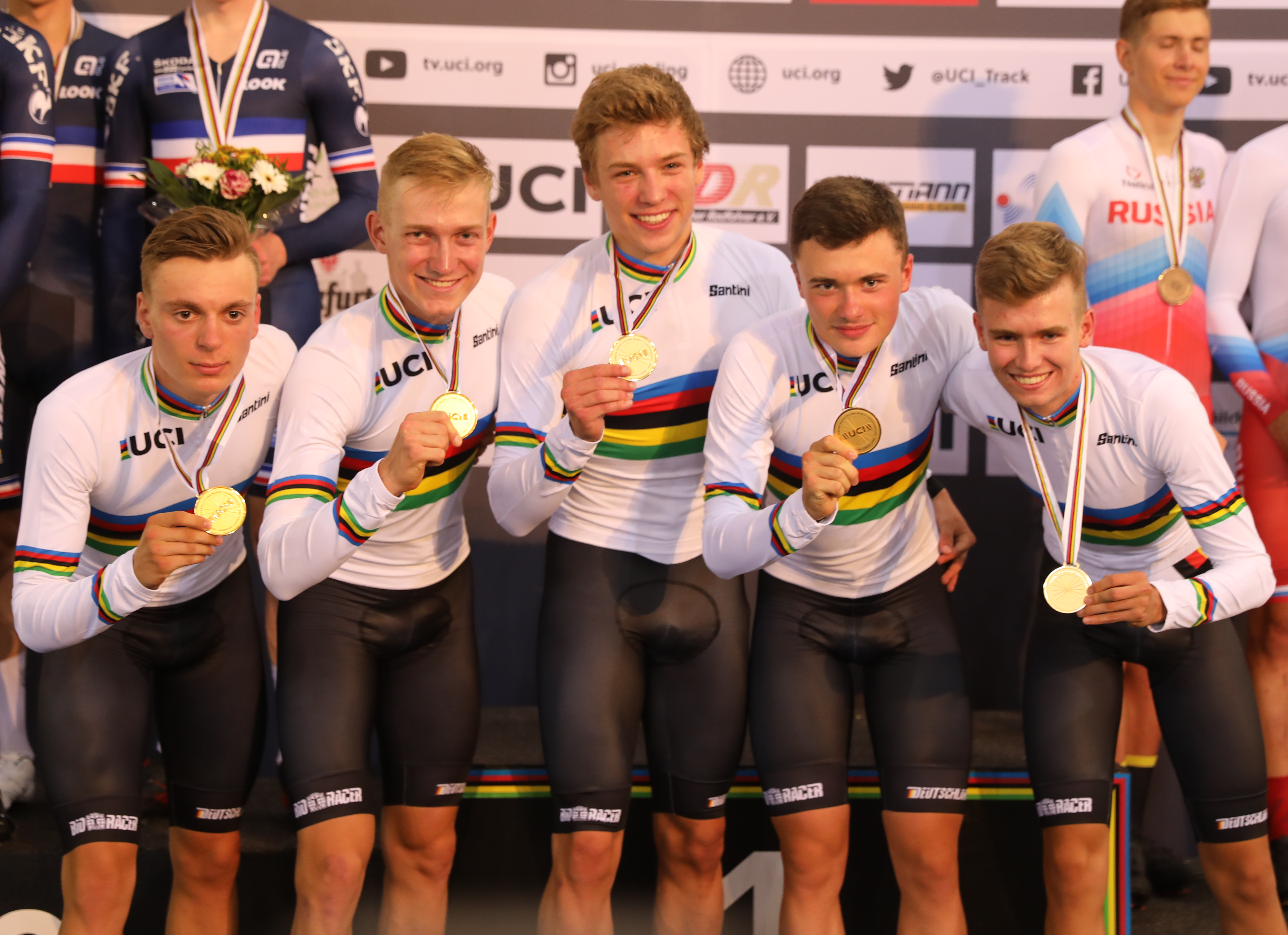
Der deutsche Junioren-Vierer bei der WM (v. l. n. r.): Hannes Wilksch, Pierre-Pascal Keup, Tobias Buck-Gramcko, Nicolas Heinrich und Moritz Kretschy

Tobias Buck-Gramcko (* 1. Januar 2001 in Göttingen) ist ein deutscher Radsportler, der auf Bahn und Straße aktiv ist.

## Sportliche Laufbahn
Seit 2014 ist Tobias Buck-Gramcko im Radsport aktiv, nachdem er zuvor Mehrkampf und Triathlon betrieben hatte. 2017 wurde er deutscher Jugendmeister im Einzelzeitfahren.
Im Jahr darauf startete Buck-Gramcko bei den  Bahnweltmeisterschaften der Junioren im schweizerischen Aigle und errang gemeinsam mit Max Gehrmann, Calvin Dik und Jannis Peter die Bronzemedaille in der Mannschaftsverfolgung mit neuer deutscher Rekordzeit (4:07,401 min). Im 1000-Meter-Zeitfahren belegte er Rang fünf.
2019 gewann Buck-Gramcko zunächst zwei Medaillen bei den Junioren-Bahneuropameisterschaften: Silber in der Einerverfolgung sowie mit Nicolas Heinrich, Hannes Wilksch, Pierre-Pascal Keup und Moritz Kretschy Bronze in der Mannschaftsverfolgung. Rund vier Wochen später wurden in Frankfurt (Oder) die Junioren-Bahnweltmeisterschaften ausgetragen. Dabei wurde Buck-Gramcko drei Mal Weltmeister: im 1000-Meter-Zeitfahren, in der Einerverfolgung sowie mit Heinrich, Wilksch, Keup und Kretschy in der Mannschaftsverfolgung. In der Einerfolgung über 3000 Meter stellte er mit 3:09,926 min einen neuen deutschen Rekord auf, wie auch über 1000 Meter (1:01,328 min). In der Mannschaftsverfolgung verbesserte der deutschen Junioren-Vierer zudem den bisherigen Weltrekord auf 3:58,793 min.
Im Oktober 2019 wurde Tobias Buck-Gramcko für die Teilnahme an den Bahneuropameisterschaften der Elite im niederländischen Apeldoorn nominiert, aber nicht eingesetzt. 2020 erhielt er einen Vertrag beim rad-net Rose Team. Im selben Jahr belegte er bei den deutschen U23-Meisterschaften auf der Straße Platz drei im Einzelzeitfahren. Bei den Bahnradsport-Europameisterschaften 2022 war er Mitglied des deutschen Teams, das den Titel in der Mixed-Staffel gewann.
Im Januar 2025 gehörte Buck-Gramcko zu einer Gruppe aus sechs deutschen Radsportlern, die bei einem Trainingsunfall auf Mallorca zum Teil schwer verletzt wurden.

## Auszeichnungen
2019:  Niedersachsens Nachwuchssportler des Jahres
2022: Niedersächsische Sportmedaille in der Kategorie „Hohe Sportliche Leistungen (Nachwuchs)“

## Diverses
Seit 2019 gehörte Buck-Gramcko zur Sportfördergruppe der Bundeswehr. Zum Wintersemester 2019/20 nahm er ein Studium der Betriebswirtschaftslehre in Berlin auf.

## Erfolge

### Bahn
2018
- Junioren-Weltmeisterschaft – Mannschaftsverfolgung (mit Max Gehrmann, Calvin Dik und Jannis Peter)

2019
- Junioren-Weltmeister – 1000-Meter-Zeitfahren, Einerverfolgung, Mannschaftsverfolgung (mit Nicolas Heinrich, Hannes Wilksch, Pierre-Pascal Keup und Moritz Kretschy)
- Junioren-Europameisterschaft – Einerverfolgung
- Junioren-Europameisterschaft – Mannschaftsverfolgung (mit Nicolas Heinrich, Hannes Wilksch, Pierre-Pascal Keup und Moritz Kretschy)
- Deutscher Junioren-Meister – Einerverfolgung, 1000-Meter-Zeitfahren

2020
- U23-Europameisterschaft – Mannschaftsverfolgung (mit Richard Banusch, Felix Groß und Nicolas Heinrich)

2022
- Deutscher Meister – Mannschaftsverfolgung (mit Nicolas Heinrich, Theo Reinhardt und Leon Rohde)
- U23-Europameisterschaft – Einerverfolgung

2023
- Europameisterschaft – Einerverfolgung

### Straße
2017
- Deutscher Jugendmeister – Einzelzeitfahren

2022
- U23-Europameister – Mixed-Staffel